# Charles Abric
Pour les articles homonymes, voir Abric.
Pierre-Charles Abric, né le 11 octobre 1799 à Montpellier et mort le 6 janvier 1871 dans la même ville, est un architecte français.

## Biographie
Charles Abric naît le 11 octobre 1799 à Montpellier,.
De 1821 à 1828, il est élève de Debret et de l'Ecole des Beaux-Arts, et obtient une mention honorable au concours de 1828. De cette époque à 1830 il voyage en Italie, puis revient s'établir dans sa ville natale.
En 1831 il est nommé architecte de Montpellier, et, en 1833, architecte du département de l'Hérault; fonctions qu'il conserve jusqu'en 1859.
On lui doit à Montpellier : le palais de justice, le conservatoire anatomique de la faculté de médecine, le séminaire diocésain, l'hôtel de la succursale de la Banque et l'école normale d'institutrices; à Béziers, la restauration de la maison centrale; à Saint-Pons, il construit une prison cellulaire, et, à Ganges, un temple protestant. Charles Abric construit en outre, des hôtels et des propriétés particulières.
Il meurt le 6 janvier 1871 dans sa ville natale,.